# 포 다메론
포 다메론(Poe Dameron)은 엔도 전투로부터 2년 전에 태어난 저항군 조종사이다.

## 상세
저항군 장군 레아 오르가나로부터 비밀리에 파견되어 자쿠 행성에서 루크 스카이워커의 행방을 정보 입수한 노인을 찾아가 루크의 행방이 있는 지도를 받는다. 이후 카일로 렌이 이끄는 퍼스트 오더가 오자 같이온 BB-8과 함께 X-윙에 탑승하고 빠져나갈려고 하나 X-윙 스타파이터가 공격의 의해 파괴되자 BB-8 지도를 넘긴다.
다메론은 카일로 렌에게 블래스터를 발사하지만 카일로 렌의 염력으로 포박당하여 생포된다.